# نخلة قصبية
نخلة قصبية أو نخلة متسلقة (الاسم العلمي: Calamus)، جنس نباتات من فصيلة النخلية. هذا الجنس هو من بين العديد من الأجناس المعروفة باسم نخيل الخيزران. هناك ما يقرب من 400 نوع في هذا الجنس، وجميعها من آسيا الاستوائية وشبه الاستوائية وأفريقيا وأستراليا.